# Почтовая станция (Заречье)
Почтовая станция — историческое здание в деревне Заречье Пустошкинского района Псковской области. Расположена на автодороге Р23. Объект культурного наследия России регионального значения.
Входит в комплекс почтовых станций шоссе Петербург—Киев, построенных в 1840—1850-х годах по типовому проекту. На участке Опочка—Невель аналогичные станции третьего разряда выстроены в деревнях Звоны, Балаши, Линец и в городе Невель. До конца 1920-х годов служила почтовой станцией, позднее использовалась под жильё. По состоянию на 2025 год здание не используется, в аварийном состоянии.

## История
В 1840-х годах шоссе Петербург—Киев с целью спрямления было проложено частично по новой трассе. Трасса была разбиты на «прогоны» по 20—25 вёрст, на границах которых строились почтовые станции. Здесь предъявлялись подорожные, оплачивались последующие прогоны, менялись лошади, предоставлялся ночлег и т. д. На участке между Опочкой и Невелем были построены новые почтовые станции — в Опочке, Звонах, Балашах, Заречье, Линце, Усть-Долыссе и Невеле. Из них только опочецкая и долысская, как наиболее важные, были выполнены по проекту станций второго разряда, все остальные станции были третьего (низшего) разряда. Строительство велось по типовому проекту почтовых станций, изданному в 1846 году и являющемуся развитием типового проекта 1843 года. Для всех станций был принят единый вариант оформления главного фасада — в «готическом» стиле.
Почтовые станции строились за казённый счёт (стоимость некоторых станций доходила до 30 тыс. рублей):256 и принимались в эксплуатацию Почтовым ведомством, которое направляло офицера для осмотра почтовых станов и архитектора. Почтовое ведомство полностью оснащало станции всем необходимым. На каждую станцию государство ежегодно выделяло небольшую сумму денег на «мелочный» ремонт. По свидетельству К. К. Случевского, совершившего несколько поездок по Киевскому шоссе в свите великого князя Владимира Александровича в конце XIX века, почтовые станции были «отнюдь не худшими многих вокзалов наших железных дорог»:254.
Почтовая станция Заречье, построенная в 1850-х годах, относилась к третьему разряду станций. Она занимала квадратный участок, на котором вдоль лицевой стороны располагался станционный дом и, симметрично по сторонам, — двое ворот в кирпичной ограде. Набор помещений станционного дома составляли залы для приезжающих, квартира смотрителя с кухней, комната для записи подорожных и туалеты в дворовой пристройке. Все служебные и хозяйственные постройки были объединены под общей крышей и располагались вдоль боковых и тыловой границ участка станции. Слева — изба для ямщиков, сарай, туалет для ямщиков, справа — погреб, амбар, навес для экипажей. Кровля станционного дома была из листового железа, хозяйственные службы и флигеля покрывались гонтом. Замыкала двор длинная конюшня. Конюшня была полукаменной, стойловые места были выгорожены деревянными перегородками. Количество стойловых мест было кратно количеству троек. Посреди двора был устроен колодец. Двор со всех сторон окружала ограда в виде каре.
По состоянию на 1863 год к почтовой станции было приписано 49 лошадей, в 1870 — 12, в 1880 – 9. В почтовом дорожнике за 1906 год станция уже не упоминается.
На станции принималась «всякого рода почтовая корреспонденция», в справочнике 1907 года указано действующее почтовое отделение Заречье.
19 июня 1894 года на станции останавливался великий князь Владимир Александрович со свитой, следовавший из Опочки в Невель. Здесь была устроена величественная арка, украшенная цветами и зеленью. Посреди арки красовался вензель его высочества, созданный из полевых цветов. Владимира Александровича встречала делегация старейшин Себежского уезда, которая преподнесла его высочеству хлеб-соль, и предводитель Себежского дворянства действительный статский советник Василий Антонович Чуйкевич с супругой. Пробыв в Заречье более получаса и откушав несколько стаканов чая, Владимир Александрович направился дальше в Невель.
После 1917 года, судя по фотографиям 1925 года, почтовое отделение продолжало работать. В последующие годы здание, вероятнее всего, использовали под жильё. К началу 2000-х годов находилось на балансе местного дорожного ремонтно-строительного предприятия (ГДРСП). В 1998 году постановлением Псковского областного Собрания депутатов здание почтовой станции включено в реестр памятников культурного наследия регионального значения. По состоянию на 2025 год здание не используется, находится в аварийном состоянии.

## Описание
Почтовая станция расположена на трассе Санкт-Петербург—Киев, с северной стороны дороги. Комплекс сооружений включает станционный дом, занимающий осевое расположение и ориентированный вдоль шоссе, каменную ограду с двумя симметрично расположенными относительно центральной оси воротами и служебные постройки вдоль боковых границ участка (по состоянию на 2017 год кирпичная служебная постройка вдоль северо-восточной границы участка была перестроена под жилой дом).
Станционный дом представляет собой одноэтажное, прямоугольное в плане здание под вальмовой крышей. Объёмно-планировочная композиция здания симметрична. К прямоугольному в плане основному объёму, вытянутому вдоль дороги, со стороны двора примыкает Т-образная пристройка, соединённая с основным объемом узким переходом с выходом во двор.
Композиция главного (юго-западного) фасада решена в 5 осей, которые объединены в единую композицию профилированным венчающим карнизом, сплошной подоконной горизонтальной тягой и оштукатуренным цоколем. Углы здания раскрепованы. Центральная ось с дверным проёмом главного входа, выделена ризалитом и парапетом, возвышающимся над венчающим карнизом. Навес над главным входом на массивных чугунных литых кронштейнах не сохранился. Под оконными проёмами, имеющими стрельчатое завершение, размещены филёнки. Оконные переплёты, имеющие сложный готический рисунок расстекловки, частично сохранились. Дворовый фасад решён скромнее: проёмы с клинчатыми перемычками, без декора; боковые фасады глухие. Тип крыши – вальмовая, тип перекрытий — плоские по деревянным балкам. Кровли четырёхскатные, как над главным, так и над малым корпусами, с сохранившимися первоначальными печными трубами.
Наружные стены выложены из полнотелого керамического кирпича на известковом растворе, оштукатурены. Внутренние стены сложены из полнотелого керамического кирпича на известковом растворе. По состоянию на 2025 год сохранились отдельные фрагменты штукатурки на фасадах. 
Каменная ограда выложена из полнотелого керамического кирпича и оштукатурена, разделена на равные прясла выступающими из плоскости стены филенчатыми пилонами готической формы. Горизонтальное членение представлено штукатурным цоколем и профилированной карнизной тягой, выступающими относительно прясла стены. По состоянию на 2025 год штукатурный слой на большей части ограды утрачен, кирпичная кладка сильно деструктирована. Створы ворот не сохранились. 
Во внутреннем дворе комплекса сохранились служебные постройки – изба для ямщиков и амбар, перестроенные в жилые дома, конюшня и колодец. Состояние построек – неудовлетворительное.